# Putzleinsdorf
Putzleinsdorf ist eine Marktgemeinde in Oberösterreich im Bezirk Rohrbach im oberen Mühlviertel mit 1546 Einwohnern (Stand 1. Jänner 2025). Der zuständige Gerichtsbezirk ist Rohrbach in Oberösterreich.

## Geographie
Putzleinsdorf liegt auf einer Höhe von 603 m ü. A. im oberen Mühlviertel im Südwesten des Bezirks Rohrbach. Bezogen auf die naturschutzfachliche Raumgliederung gehört das Gemeindegebiet großteils zum Zentralmühlviertler Hochland, der Nordosten zu den Südlichen Böhmerwaldausläufern. Die Ausdehnung beträgt von Nord nach Süd 8,5 und von West nach Ost 5,7 Kilometer. Die Gesamtfläche umfasst 22,12 Quadratkilometer, womit Putzleinsdorf im oberen Mittelfeld der 42 Gemeinden des Bezirks liegt. Auch mit den 70 Einwohnern pro km² liegt die Gemeinde im oberen Mittelfeld. 2001 war das Gemeindegebiet zu 30,3 Prozent mit Wald bedeckt, 66,4 Prozent der Fläche wurde landwirtschaftlich genutzt. Im Vergleich mit dem Bundesland Oberösterreich ist Putzleinsdorf damit etwas weniger bewaldet als der Landesschnitt (Oberösterreich: 38,3 Prozent) bzw. besteht mehr landwirtschaftliche Nutzfläche (Oberösterreich: 49,3 Prozent). Der Anteil sonstiger Nutzungen (Bauflächen, Gärten, Gewässer und anderes) liegt mit rund 6,7 Prozent unter dem Oberösterreichischen Durchschnitt von 13,8 Prozent. Nachbargemeinden sind Atzesberg im Norden, Hörbich und Lembach im Mühlkreis im Nordosten, Niederkappel im Westen und Südosten, Hofkirchen im Mühlkreis im Südwesten und Pfarrkirchen im Mühlkreis im Westen.

### Geologie und Böden
Die Landschaft des Gemeindegebietes ist ein Teil der Böhmischen Masse, die auf ein sehr altes Gebirge zurückgeht, das durch die Variszische Gebirgsbildung im Paläozoikum (Karbon) entstand. Nach der starken Erodierung des ehemaligen Hochgebirges kam es während der Alpidischen Gebirgsbildung im Tertiär zur Aufhebung des kristallinen Grundgebirges um mehrere 100 Meter, wodurch Brüche und Störungen entstanden. In weiterer Folge kam es im Tertiär und Quartär zur Ablagerung von Sedimenten. Als dominate Gesteine finden sich im Gemeindegebiet ältere grobkörnige Granite vom Typus Weinsberger Granit. Er gehört zu den ersten während der Gebirgsfaltung erstarrten Magmaserien, weist eine typische Grobkörnigkeit auf und bedingt einen unruhigen Landschaftscharakter mit raschem Wechsel von Kuppen und Senken. Im Gemeindegebiet herrschen Böden der Braunerde-Podsolreihe aus Kristallin vor, wobei als Bodentyp die silikatische Braunerde, die sich auf Graniten und Gneisen bildet, dominiert. Die leichten bis sehr leichten Böden sind in ihrer Qualität generell nährstoffarm und in ihrer Nutzung von der Tiefgründigkeit und der Wasserversorgung abhängig. Die Bodenart ist generell lehmiger Sand bzw. sandiger Lehm, als Humusform dominiert an trockenen Standorten Moder, ansonsten Mull. Zudem kommen im Talbereich des Daglesbaches Podsol-Böden vor.

### Landschaft und Vegetation
Nach der naturschutzfachlichen Raumeinteilung des Bundeslandes Oberösterreich gehört das Gemeindegebiet großteils zur Raumeinheit Zentralmühlviertler Hochland bzw. teilweise zu den Südlichen Böhmerwaldausläufern. Gemäß der naturräumlichen Einteilung nach Hermann Kohl liegt das Gemeindegebiet zu gleichen Teilen im Welligen Hochland mit seinen Kerbtälern des sogenannten „Ranna-Mühl-Rodl-Hochlandes“ bzw. dem „Ameisbergzug mit den Gottsdorfer Bergen“ des sogenannten Wegscheider Berglandes. Das Gemeindegebiet kann in zwei Teilbereiche gegliedert werden, wobei der Osten und Süden der Gemeinde ein intensiv landwirtschaftliches genutztes Gebiet mit Reststruktur darstellt und es sich beim Westen und Nordwesten um ein bewaldetes Bergland handelt. Der Osten und Süden wird vor allem für die Landwirtschaft genutzt, wobei die Grünlandwirtschaft dominiert. Der Teilbereich weist geringe Höhenunterschiede in rund 600 Metern Höhe auf und umfasst zahlreiche Strukturelemente wie Kleinwaldflächen (überwiegend Nadelwaldforste, aber auch Laub- und Mischwälder), Hecken, Obstbaumwiesen und Einzelbäume. Das extensiv naturschutzfachlich bedeutende Grünland beschränkt sich hingegen auf Restflächen. Das bewaldete Bergland im Westen und Norden des Gemeindegebietes wird überwiegend forstlich genutzt, wobei Nadelwald überwiegt. Dazwischen finden sich Kleinstwaldflächen mit überwiegend Laubgehölzen. Landwirtschaftliche Flächen werden großteils intensiv als Grünland genutzt. Das Bergland weist dabei Höhen zwischen rund 630 und 900 Meter auf und steigt kontinuierlich nach Norden zum Lutzenkreuz an.

### Ortsteile der Gemeinde
Das Gemeindegebiet umfasst folgende Ortschaften (in Klammern die Einwohnerzahl zum Stand 1. Jänner 2025):
- Berg bei Mairing (28)
- Daglesbach (19)
- Ebrasdorf (22)
- Egnersdorf (19)
- Glotzing (46)
- Haag (16)
- Harrau (46)
- Hochetting (10)
- Kaindlsdorf (17)
- Kleinobernberg (6)
- Kleinstifting (17)
- Krien (84)
- Kronewittet (135)
- Mairing (8)
- Männersdorf (72)
- Mayrhof (20)
- Moos (8)
- Neundling (16)
- Obernberg (30)
- Ollerndorf (32)
- Pernersdorf (85)
- Putzleinsdorf (690)
- Schrattendoppel (19)
- Spielleiten (10)
- Starnberg (9)
- Starz (7)
- Steining (28)
- Steinstraß (23)
- Vernatzgersdorf (24)

### Nachbargemeinden
|                           | Atzesberg                                   | Hörbich              |
| Pfarrkirchen im Mühlkreis | Kompassrose, die auf Nachbargemeinden zeigt | Lembach im Mühlkreis |
|                           | Niederkappel                                |                      |

## Geschichte
Erstmals wurde Putzleinsdorf im Jahr 1236 urkundlich erwähnt, als Bischof Rüdiger von Passau dem Frauenkloster Niedernburg Geld übergab, das er für das Burgrecht in putzlinstorf erhalten hatte. Die Echtheit dieser Urkunde ist jedoch nicht gesichert.
Das Rathaus wurde 1822 errichtet, die Volksschule im Jahr 1847, 1872 wird das Postamt gebaut.
Ursprünglich unter der Lehnshoheit der Passauer Bischöfe, war der Ort während der Napoleonischen Kriege mehrfach u. a. von Bayern besetzt. Seit 1814 gehört der Ort endgültig zu Oberösterreich.
Nach dem Anschluss Österreichs an das Deutsche Reich am 13. März 1938 gehörte der Ort zum Gau Oberdonau. Nach 1945 erfolgte die Wiederherstellung Oberösterreichs.

## Bevölkerung

### Bevölkerungsstruktur
2013 lebten in der Gemeinde 1.538 Menschen, womit Putzleinsdorf im Mittelfeld der 42 Gemeinden des Bezirks lag. Ende 2001 waren 94,9 Prozent der Bevölkerung österreichische Staatsbürger (Oberösterreich 92,8 Prozent, Bezirk Rohrbach 96,9 Prozent), bis zum Jahresbeginn 2013 stieg der Wert auf 96,2 Prozent (Oberösterreich 91,1 Prozent, Bezirk Rohrbach 96,9 Prozent) an. Insgesamt wurden 2013 in der Gemeinde 58 Ausländer gezählt, die zu 93 Prozent aus Europa stammten. Der Anteil der EU-Ausländer wies dabei 53 Prozent auf, 36 Prozent stammen aus Jugoslawien (ohne Slowenien). Insgesamt lebten in Putzleinsdorf 2013 102 Menschen mit einem ausländischen Geburtsland. Zur römisch-katholischen Kirche bekannten sich 2001 93,2 Prozent der Einwohner (Oberösterreich: 88,6 Prozent), 1,3 Prozent waren ohne Bekenntnis, 3,4 Prozent islamischen Glaubens und 0,6 Prozent evangelisch.

## Kultur und Sehenswürdigkeiten

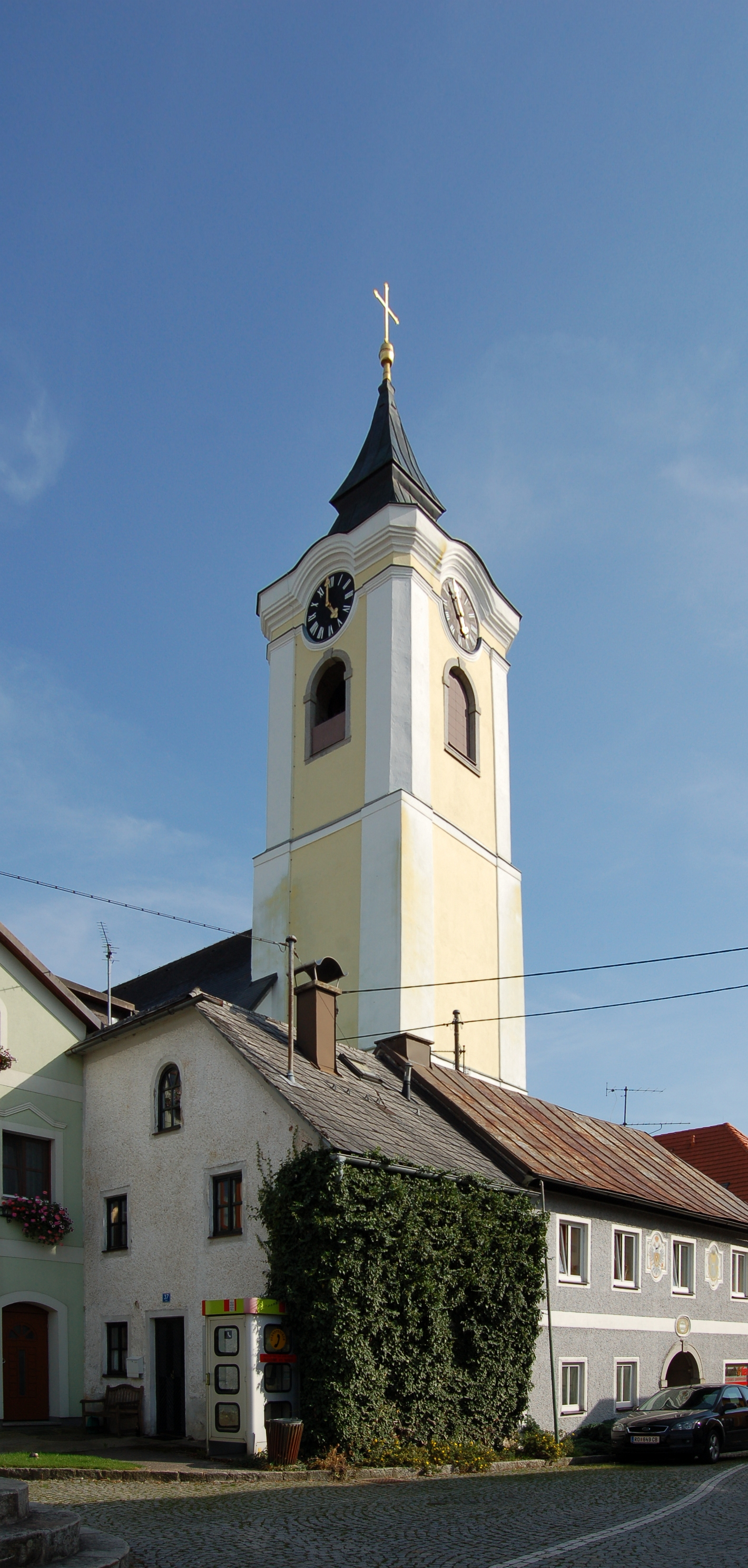
Pfarrkirche Putzleinsdorf

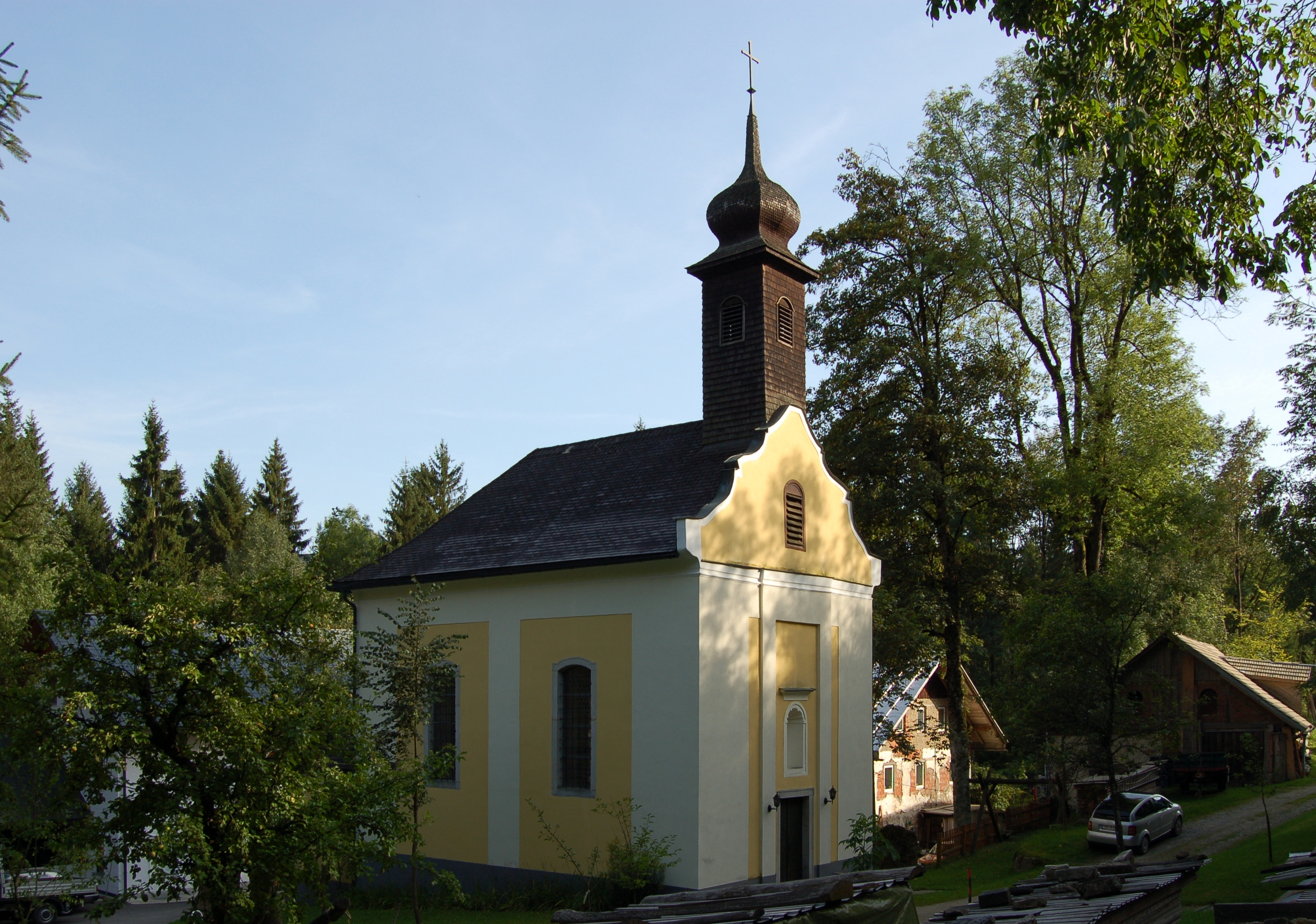
Wallfahrtskirche Maria Bründl

- Katholische Pfarrkirche Putzleinsdorf hl. Vitus
- Wallfahrtskirche Maria Bründl

### Musik
In Putzleinsdorf entstand das Wiegenlied Haia hai.

## Wirtschaft und Infrastruktur

### Arbeitsstätten und Beschäftigte
Putzleinsdorf beherbergte 2001 zwei Betriebe mit 20 oder mehr Beschäftigten. Insgesamt ergab die im Rahmen der Volkszählung durchgeführte Arbeitsstättenzählung 49 Arbeitsstätten mit 244 Beschäftigten (ohne Landwirtschaft), wobei 84 Prozent unselbständig Beschäftigte waren. Die Anzahl der Arbeitsstätten war dabei gegenüber dem Jahr 1991 um 13 (plus 36 Prozent) gestiegen, die Anzahl der Beschäftigten um 37 Personen (plus 18 Prozent). Wichtigster Wirtschaftszweig war 2001 die Sachgütererzeugung mit zehn Arbeitsstätten und 75 Beschäftigten (31 Prozent aller Beschäftigten) vor dem Handel mit 14 Arbeitsstätten und 51 Beschäftigten (19 Prozent) und dem Bereich Bergbau und Gewinnung von Steinen und Erden mit zwei Arbeitsstätten und 39 Beschäftigten (16 Prozent). Weitere wichtige Branchen waren das Bauwesen und das Unterrichtswesen. 33 Prozent der in Putzleinsdorf Beschäftigten waren Angestellte oder Beamte, 42 Prozent Arbeiter und 14 Prozent Betriebsinhaber.
Von den in Putzleinsdorf 2010 lebenden 861 Erwerbspersonen waren nur 1,3 Prozent arbeitslos. Von den 850 Erwerbstätigen waren 177 in der Sachgütererzeugung (21 Prozent), 130 im Handel (15 Prozent) und 104 in der Land- und Forstwirtschaft bzw. 102 im Gesundheits- und Sozialwesen (je 12 Prozent) beschäftigt. Weitere wichtige Branchen waren das Bauwesen mit 11 Prozent und das Unterrichtswesen mit 4 Prozent. Von den 832 Erwerbstätigen aus Putzleinsdorf (ohne temporär von der Arbeit abwesende Personen erwerbstätigen Einwohnern) gingen 2010 233 Personen in Putzleinsdorf ihrer Beschäftigung nach. 599 bzw. 72 Prozent mussten zur Arbeit auspendeln. Von den Auspendlern hatten 51 Prozent ihre Arbeitsstätte im Bezirk Rohrbach und 45 Prozent in Linz. Wichtigste Auspendlergemeinden neben Linz waren vor allem Sarleinsbach, Lembach im Mühlkreis, die Bezirkshauptstadt Rohrbach sowie Altenfelden. Im Gegenzug pendelten 10 Menschen nach Putzleinsdorf ein, wobei 83 Prozent aus dem Bezirk Rohrbach stammten.

### Land- und Forstwirtschaft
Die Statistik wies für die Gemeinde Putzleinsdorf 2010 96 land- und forstwirtschaftliche Betriebe aus. Darunter befanden sich 43 Haupterwerbsbetriebe und 48 Nebenerwerbsbetriebe. Die Gesamtbetriebszahl war gegenüber 1999 um 24 Betriebe bzw. 20 Prozent gesunken, wobei Nebenerwerbsbetriebe überdurchschnittlich stark betroffen waren. Gemeinsam bewirtschafteten die Betriebe 2010 insgesamt 2.228 Hektar Fläche, wobei 68 Prozent der Fläche von Vollerwerbsbauern bewirtschaftet wurden. Die Durchschnittsfläche der Vollerwerbsbauern lag dabei mit 35,2 Hektar etwas über dem oberösterreichischen Durchschnitt.

## Politik

### Gemeinderat
Der Gemeinderat als oberstes Gremium der Gemeinde umfasst 19 Sitze und wird alle sechs Jahre im Zuge oberösterreichweiter Gemeinderatswahlen gewählt. Der Gemeindevorstand setzt sich aus fünf Mitgliedern zusammen, wobei die Österreichische Volkspartei (ÖVP) nach der Gemeinderatswahl 2009 mit dem Bürgermeister, dem Vizebürgermeister und zwei weiteren Mitgliedern vier Gemeindevorstände und die Sozialdemokratische Partei Österreichs (SPÖ) einen weiteren Gemeindevorstand stellt.
Stärkste Fraktion im Gemeinderat von Putzleinsdorf ist seit jeher die ÖVP, die in der Zeit ab 1973 immer die absolute Stimmen- und Mandatsmehrheit und oftmals auch eine Zweidrittelmehrheit erreichte. Die ÖVP verzeichnete seit 1973 Wahlergebnisse zwischen 61,4 Prozent (1997) und 85,6 Prozent (1973). Die SPÖ kandidierte in der Zeit ab 1973 wie die FPÖ bei jeder Gemeinderatswahl und konnte zwischen 8,8 und 19,3 Prozent für sich verbuchen. Dabei war die SPÖ überwiegend die zweitstärkste Partei, lediglich 1991 und 1997 fiel die SPÖ durch das Antreten einer Bürgerliste hinter den zweiten Platz zurück. Die Bürgerliste war zwischen 1991 und 2009 im Gemeinderat vertreten, kandidierte jedoch 2009 nicht mehr. Sie hatte in dieser Zeit zwischen 11,1 und 28,4 Prozent der Stimmen. Die Freiheitliche Partei Österreichs (FPÖ) war in der Periode ab 1973 zunächst zwischen 1973 und 1985 mit ein bis zwei Mandaten im Gemeinderat vertreten. Danach kandidierte die FPÖ bei zwei Gemeinderatswahlen nicht mehr, bevor sie 1997 wieder in den Gemeinderat einzog. Bei der Gemeinderatswahl 2009 erreichte die ÖVP 66,0 Prozent bzw. 13 Mandate, die SPÖ kam auf 19,3 Prozent bzw. drei Mandate und erreichte damit ebenso wie die FPÖ ihr bisher bestes Ergebnis, wobei die FPÖ auf 14,6 Prozent bzw. drei Mandate kam.
- Mit den Gemeinderats- und Bürgermeisterwahlen in Oberösterreich 1997 hatte der Gemeinderat folgende Verteilung: 12 ÖVP, 3 Bürgerliste, 2 FPÖ und 2 SPÖ.[9]
- Mit den Gemeinderats- und Bürgermeisterwahlen in Oberösterreich 2003 hatte der Gemeinderat folgende Verteilung: 13 ÖVP, 3 SPÖ, 2 Bürgerliste und 1 FPÖ.[10]
- Mit den Gemeinderats- und Bürgermeisterwahlen in Oberösterreich 2009 hatte der Gemeinderat folgende Verteilung: 13 ÖVP, 3 SPÖ und 3 FPÖ.[11]
- Mit den Gemeinderats- und Bürgermeisterwahlen in Oberösterreich 2015 hatte der Gemeinderat folgende Verteilung: 13 ÖVP, 4 FPÖ und 2 SPÖ.[12]
- Mit den Gemeinderats- und Bürgermeisterwahlen in Oberösterreich 2021 hat der Gemeinderat folgende Verteilung: 14 ÖVP, 3 FPÖ und 2 SPÖ.[13]

### Bürgermeister
Der Bürgermeister wird seit 1997 in einer Direktwahl bestimmt, wobei es bei keiner absoluten Mehrheit für einen Kandidaten zu einer Stichwahl kommt. Die erste Bürgermeisterdirektwahl konnte sich die ÖVP-Kandidatin Berta Prechtl mit 72,4 Prozent gegen die Kandidaten von SPÖ und der Bürgerliste durchsetzen. 2002 trat Prechtl zurück, woraufhin der bisherige Vizebürgermeister Alois Schaubmayr (ÖVP) das Amt des Bürgermeisters übernahm. Er wurde 2003 von der Bevölkerung mit 80,2 Prozent im Amt bestätigt, wobei es keinen Gegenkandidaten gab. 2009 wurde Schaubmayr mit 60,3 Prozent wiedergewählt, der SPÖ-Kandidat erhielt 39,7 Prozent. Mit Ende des Jahres 2013 legte Schaubmayr das Amt des Bürgermeisters zurück. Da der Mandatsverzicht nach dem 4. Jahr der Gemeinderatsperiode erfolgte, war die Neuwahl des Bürgermeisters nicht durch die Bevölkerung, sondern durch den Gemeinderat durchzuführen. In der Gemeinderatssitzung vom 8. Februar 2014 fanden daher die Nachwahlen statt. Zum neuen Bürgermeister wurde Bernhard Fenk, zum neuen Vorstandsmitglied und Vizebürgermeister Gerald Streinesberger (beide ÖVP) gewählt.

### Sonstige Wahlen
Wie bei Gemeinderatswahlen dominiert die ÖVP auch bei Landtagswahlen in der Gemeinde, wenngleich die Dominanz der Volkspartei etwas zurückgegangen ist. Dennoch konnte die ÖVP im Zeitraum ab 1973 immer stimmenstärkste Partei werden, vor 1997 verfügte sie sogar über eine Zweidrittelmehrheit. Ihr bestes Ergebnis erreichte die ÖVP zwischen 1973 und 2009 im Jahr 1979 mit 83,8 Prozent, seitdem verlor sie nahezu sukzessive an Stimmenanteilen. Die SPÖ kam bei Landtagswahlen seit 1973 auf 7,5 (1997) bis 18,8 Prozent (2003), wobei sie bis 1985 sowie 2003 die zweitstärkste Partei war. Die FPÖ verbuchte zwischen 2,6 (1985) und 15,3 Prozent (1997) für sich und kam zwischen 1991 und 1997 sowie 2009 auf den zweiten Platz. Bei der letzten Landtagswahl 2009 kam die ÖVP mit 63,0 Prozent auf den ersten Platz. Die SPÖ kam nur noch auf 11,3 Prozent und rutschte damit hinter die FPÖ zurück, die auf 13,4 Prozent kam. Die Grünen erreichten 6,0 Prozent.

### Wappen
Offizielle Beschreibung des Gemeindewappens: In Blau ein silberner Wellenbalken; oben drei silberne, gelb besamte, sechsblätterige Blüten an grünen, vom Teilungsbalken ausgehenden Stengeln mit je zwei grünen, spitzen Blättern; unten auf silbernem Dreiberg drei grüngestielte, silberne Blüten in Seitenansicht mit je zwei grünen, spitzen Blättern. Die Gemeindefarben sind Blau-Weiß-Grün.

## Persönlichkeiten

### Söhne und Töchter der Gemeinde
- Alois Dorfer (1807–1892), Abt von Stift Wilhering
- Anton Kehrer (1893–1984), Landtagsabgeordneter (ÖVP) und Ehrenbürger von Putzleinsdorf
- Karl Kehrer (1925–2017), Jurist, Beamter und Generalsekretär der Wirtschaftskammer Österreich
- Albert Fuchs (1937–2010), römisch-katholischer Priester, Theologe und Hochschullehrer
- Josef Falkinger (* 1950), Wirtschaftswissenschaftler
- Johanna Rachinger (* 1960), Generaldirektorin der Österreichischen Nationalbibliothek
- Franziska Füchsl (* 1991), Lyrikerin
- Josef Amerstorfer, Landwirt, klagte 1986 gegen den Bau der atomaren Wiederaufarbeitungsanlage Wackersdorf in Bayern.[17][18][19][20][21]

### Personen mit Bezug zur Gemeinde
- Judith W. Taschler (* 1970 in Linz, aufgewachsen in Putzleinsdorf), Schriftstellerin
- Norbert Hanrieder (1842–1913), österreichischer Mundartdichter und Priester
- Josef Hofer (1848–1912), Komponist, Kirchenmusiker, Kapellmeister und Schulleiter in Putzleinsdorf